# Gefecht von Arys
Das Gefecht von Arys war der entscheidende Durchbruch durch die Masurische Seenplatte innerhalb der Schlacht an den Masurischen Seen.

## Geschichtliche Einordnung
Nach der Schlacht bei Tannenberg war das südliche Ostpreußen von russischen Truppen befreit. Zwar hatte die russische 1. Armee in den Schlachtverlauf nicht zugunsten der 2. Armee eingegriffen. Sie hatte sich aber vorsichtig tastend langsam nach Süd-West vorgeschoben, stand Anfang September 1914 an den Masurischen Seen und belagerte Lötzen (Giżycko) und die Feste Boyen. Zu diesem Zeitpunkt stellten sich alle Einheiten der 8. Armee nach erfolgreicher Schlacht den russischen Truppen entgegen. In breiter Front rückte die 8. Armee der (1.) Njemen-Armee entgegen. Diese vom 6. bis zum 14. September 1914 dauernden Kämpfe sind als Schlacht an den Masurischen Seen in die Geschichte eingegangen. Die 16 beteiligten deutschen Divisionen waren dabei räumlich weit voneinander getrennt und kämpften voneinander isoliert. Eines dieser Gefechte war das Gefecht von Arys.

## Das Gefecht
General der Infanterie Hermann von François war mit seinem I. Armee-Korps in der Tannenbergschlacht bei Usdau durchgebrochen. Die 2. Division hatte die Abriegelung der russischen 2. Armee vollendet und stand bei Neidenburg. Die 1. Division sperrte die Entsatzversuche des Ersten Russischen Armeekorps und stand weiter südlich bei Soldau. In dieser Position ließ François beide Formationen weitermarschieren. So umrundete die 2. Division den Spirdingsee vom Westen auf Nikolaiken zu und die 1. Division zog östlich um den See. Nach der Befreiung von Johannesburg gelangte sie nun auf ihrem Weg nach Norden nach Arys, einem Städtchen von ca. 5000 Einwohnern, wo sich der Truppenübungsplatz Arys befand, einer der größten Truppenübungsplätze Ostpreußens. Für den Verlauf des Gefechtes bedeutsam war der Umstand, dass die Erste Division an diesem Ort eine vierwöchige Übung (vom 27. April bis zum 26. Mai 1914) abgehalten hatte und somit bestens vorbereitet war.

„Für den Angriff der 1. Inf. Div. war es vorteilhaft, daß sie sich auf dem bekannten Boden des Truppenübungsplatzes befand, wo Baum und Busch den Unterführern bekannt war. Wenige Wochen vor Kriegsbeginn fand hier im Korpsverbande eine zweitägige Gefechtsübung statt. General v. Conta gegen General Otto v. Below (damals Kommandeur der 2. Inf. Div). General von Conta nahm als Angreifer denselben Weg wie heute gegen die befestigten Stellung der Russen.“

Die Erste Division marschierte längs der Johannisburger Chaussee nach Arys. Die linke Seite zum Spirdingsee wurde durch das Infanterie-Regiment „von Boyen“ (5. Ostpreußisches) Nr. 41 gedeckt. Die rechts Seite zum Truppenübungsplatz hin übernahm auf dem rechten Flügel das Grenadier-Regiment „Kronprinz“ (1. Ostpreußisches) Nr. 1 und auf dem linken, innenseitigen Flügel das Infanterie-Regiment „Herzog Karl von Mecklenburg-Strelitz“ (6. Ostpreußisches) Nr. 43 und rückwirkend Grenadier-Regiment „König Friedrich Wilhelm I.“ (2. Ostpreußisches) Nr. 3. Die zwei vorderen Regimenter wurden bereits am 7. September an ihrem weiteren Vormarsch gehindert und mussten auf dem Truppenübungsplatz in Stellung gehen. Auf der linken Chausseeseite konnte das Infanterie-Regiment „von Boyen“ (5. Ostpreußisches) Nr. 41 bereits an diesem Tag Arys einnehmen.
Die Stadt war menschenleer, die Häuser zerstört und geplündert. Durch die Einnahme von Arys drohte den russischen Truppen die Einschließung. Einige Einheiten konnten in der Nacht noch abgezogen werden. Am 8. September begann der Sturm auf das Barackenlager des Truppenübungsplatzes. Am Nachmittag erreichte das Grenadier-Regiment „Kronprinz“ (1. Ostpreußisches) Nr. 1 Wiersbinnen am Aryssee und am Abend wurde das Barackenlager vollständig von der Infanterie-Regiment „Herzog Karl von Mecklenburg-Strelitz“ (6. Ostpreußisches) Nr. 43 eingenommen. Die geschlagenen russischen Kräfte zogen sich über Lyck nach Norden zurück.
Die Toten wurden auf dem Ehrenfriedhof Arys beigesetzt.